# 张余庆
张余庆（？—2021年4月2日），男，江西南昌人，中华人民共和国政治人物，曾任深圳市人大常委会副主任，第十届全国人大代表。